# Svatoslav (okres Třebíč)
Obec Svatoslav (německy Swatoslau, starší názvy villa Swatoslaw, Swatoslawie, Swatoslaw) se nachází v okrese Třebíč v Kraji Vysočina. Žije zde celkem 262 obyvatel. Svatoslav leží asi 12 km severně od Třebíče a je nejseverněji položenou obcí okresu Třebíč.
Sousedními obcemi sídla jsou Kamenice, Kouty, Horní Radslavice, Pavlínov, Čechtín, Benetice, Bochovice a Radošov.

## Historie
Obec byla pojmenována zřejmě podle jména Svatoslav nebo Svataslava. První písemná zmínka o obci pochází z roku 1290, kdy obec byla přikoupena za doby opata Martina II. do majetku kláštera v Třebíči. Později, v roce 1465, byla obec zastavena opatem Matějem manovi Vidlákovi, vyplacena byla až na konci 15. století, kdy ji vyplatil Vilém z Pernštejna. Tak opět spadla do majetku třebíčského panství.
Roku 1589 se Smil Osovský z Doubravice oženil s Kateřinou z Valdštejna, ale celé panství získali Valdštejnové až po roce 1613. Těm pak panství patřilo až do reforem v roce 1848. V roce 1889 byla založena škola, roku 1905 byla rozšířena na dvojtřídní. Kolem poloviny 19. století byl nedaleko vesnice postaven letohrádek Valdštejnovo zátiší. Po roce 1920 odkoupili velkostatek Svatoslav i s letohrádkem opět Valdštejnové, kterým pak majetek byl zabaven a následně vrácen po sametové revoluci.
V roce 2020 bylo oznámeno, že obec chce postavit novou mateřskou školu, ta posléze byla dokončena v roce 2022.
Do roku 1849 patřila Svatoslav do třebíčského panství, od roku 1850 patřila do okresu Jihlava, pak od roku 1855 do okresu Třebíč. Mezi lety 1980 až 1990 k obci patřily Benetice, následně se osamostatnila.
| Rok            | 1869 | 1880 | 1890 | 1900 | 1910 | 1921 | 1930 | 1950 | 1961 | 1970 | 1980 | 1991 | 2001 |
| Počet obyvatel | 445  | 468  | 456  | 450  | 440  | 418  | 404  | 311  | 333  | 313  | 268  | 263  | 265  |

## Politika

### Volby do Poslanecké sněmovny
|       | 2006                | 2010                | 2013                | 2017                | 2021                 |
| ----- | ------------------- | ------------------- | ------------------- | ------------------- | -------------------- |
| 1.    | ČSSD (35,37 %)      | ČSSD (21,71 %)      | ČSSD (20,43 %)      | ANO (39,02 %)       | SPOLU (30,66 %)      |
| 2.    | ODS (25,17 %)       | ODS (17,76 %)       | KDU-ČSL (17,51 %)   | ODS (11,38 %)       | ANO (28,66 %)        |
| 3.    | KDU-ČSL (23,12 %)   | TOP 09 (15,78 %)    | KSČM (13,86 %)      | Piráti (11,38 %)    | Piráti+STAN (16,0 %) |
| účast | 75,77 % (147 z 194) | 73,79 % (152 z 206) | 66,35 % (138 z 208) | 60,49 % (124 z 205) | 74,26 % (150 z 202)  |

### Volby do krajského zastupitelstva
|      | 1.                 | 2.                       | 3.                    | účast              |
| ---- | ------------------ | ------------------------ | --------------------- | ------------------ |
| 2000 | 4KOALICE (40,27 %) | ODS (19,44 %)            | SNK (11,11 %)         | 37,43 % (76 z 203) |
| 2004 | KDU-ČSL (36,5 %)   | ODS (33,33 %)            | KSČM (12,69 %)        | 31,18 % (63 z 202) |
| 2008 | ČSSD (34,73 %)     | ODS (17,89 %)            | KDU-ČSL (16,84 %)     | 48 % (96 z 200)    |
| 2012 | ČSSD (22,5 %)      | KSČM (17,5 %)            | Pro Vysočinu (15 %)   | 38,76 % (81 z 209) |
| 2016 | ANO 2011 (32,43 %) | KDU-ČSL (21,62 %)        | STAN+SNK ED (12,16 %) | 35,24 % (74 z 210) |
| 2020 | ANO (29,41 %)      | STAN+SNK ED (22,05 %)    | ČSSD (13,23 %)        | 33,82 % (69 z 204) |
| 2024 | ANO (44,06 %)      | ODS+TOP 09+STO (20,33 %) | STAN+SNK ED (18,64 %) | 30,3 % (60 z 198)  |

### Prezidentské volby
V prvním kole prezidentských voleb v roce 2013 první místo obsadil Miloš Zeman (48 hlasů), druhé místo obsadil Jan Fischer (30 hlasů) a třetí místo obsadil Jiří Dienstbier (20 hlasů). Volební účast byla 73,43 %, tj. 152 ze 207 oprávněných voličů. V druhém kole prezidentských voleb v roce 2013 první místo obsadil Miloš Zeman (97 hlasů) a druhé místo obsadil Karel Schwarzenberg (55 hlasů). Volební účast byla 74,15 %, tj. 152 ze 205 oprávněných voličů.
V prvním kole prezidentských voleb v roce 2018 první místo obsadil Miloš Zeman (56 hlasů), druhé místo obsadil Jiří Drahoš (36 hlasů) a třetí místo obsadil Pavel Fischer (19 hlasů). Volební účast byla 70,10 %, tj. 143 ze 204 oprávněných voličů. V druhém kole prezidentských voleb v roce 2018 první místo obsadil Miloš Zeman (83 hlasů) a druhé místo obsadil Jiří Drahoš (66 hlasů). Volební účast byla 74,50 %, tj. 149 ze 200 oprávněných voličů.
V prvním kole prezidentských voleb v roce 2023 první místo obsadil Andrej Babiš (55 hlasů), druhé místo obsadil Petr Pavel (46 hlasů) a třetí místo obsadila Danuše Nerudová (32 hlasů). Volební účast byla 76,50 %, tj. 153 ze 200 oprávněných voličů. V druhém kole prezidentských voleb v roce 2023 první místo obsadil Petr Pavel (96 hlasů) a druhé místo obsadil Andrej Babiš (61 hlasů). Volební účast byla 79,29 %, tj. 157 ze 198 oprávněných voličů.

## Pamětihodnosti

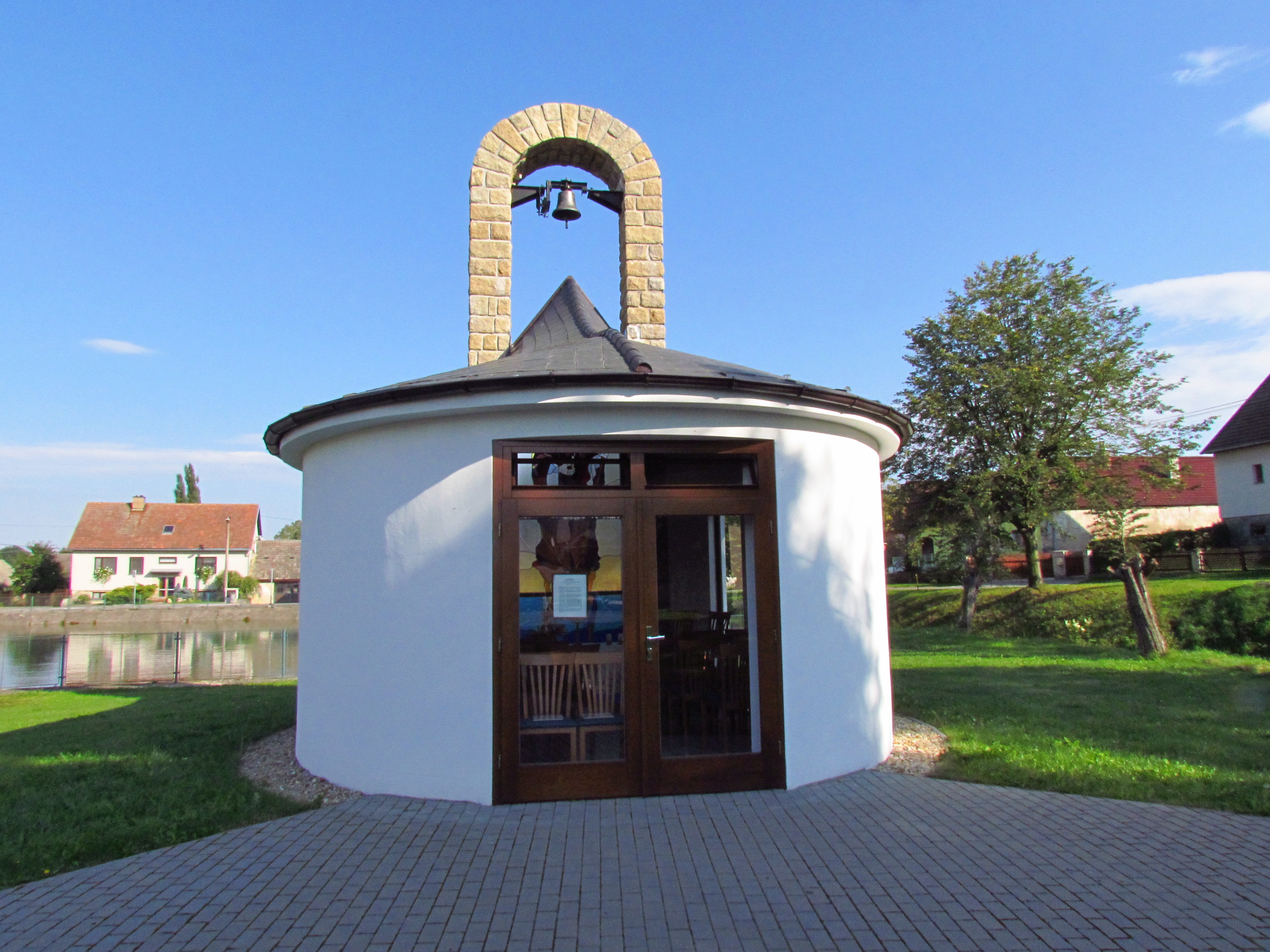
Kaple sv. Benedikta

- Valdštejnovo Zátiší – zámeček v lesích na západ od obce, přestavěný z tvrze ze 14. století
- Kaple svatého Benedikta se zvonicí
- pomník obětem světových válek

## Osobnosti
- Oldřich Hnízdil (1934–2017), spisovatel a pedagog
- Stanislav Tvarůžek (1913–1982), dramatik